# 吕骥

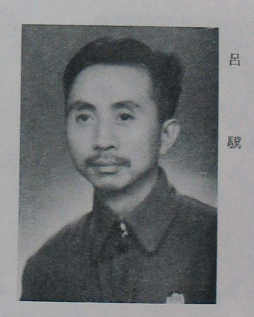
呂驥近照

吕骥（1909年—2002年1月5日），原名吕展青，笔名丹朱、穆华等，男，湖南湘潭人，中国现代音乐家。

## 生平
他出生于湖南湘潭，1927年自湖南省第一中学毕业，先后当担任中小学音乐教师、报馆校对员、杂志编译员。年轻时他就对音乐很感兴趣，曾学习过箫、笛、扬琴、琵琶，后来还自学过钢琴和小提琴，此外也在1925年学习过世界语。1930年，他入读上海音乐专科学校，学习声乐、钢琴和作曲，1932年加入左聯，1935年加入中國共產黨。
1937年，他前往延安，是魯迅藝術學院的创始人之一，曾任该校音乐系主任兼教务主任、副院长。1939年，他在晋察冀根据地参与筹建了华北联合大学音乐系。1940年返回延安鲁艺，1945年后，他又担任东北魯迅藝術學院院长、东北音乐工作团团长。
1954年，吕骥当选第一届全国人民代表大会代表，1949至1957年间任中央音乐学院副院长、1953、1960、1979年三度当选中国音乐家协会主席，1985年成为名誉主席及国际音乐理事会名誉会员。
他于2002年1月5日在北京协和医院病逝，遗体于当月23日上午在八宝山革命公墓火化。江泽民、李鹏、朱镕基、李瑞环、胡锦涛、李岚清等表示哀悼。

## 成就
他是抗日救亡歌咏运动的主要领导者之一。写有《抗日军政大学校歌》、《自由神》、《凤凰涅磐》、《新编九一八小调》等歌曲，《论国防音乐》、《中国新音乐的展望》、《民间音乐研究提纲》等音乐论著。

## 家庭
吕骥是女歌手周筆暢的曾外叔公，周笔畅的母亲是吕骥的侄孙女。